# 1014

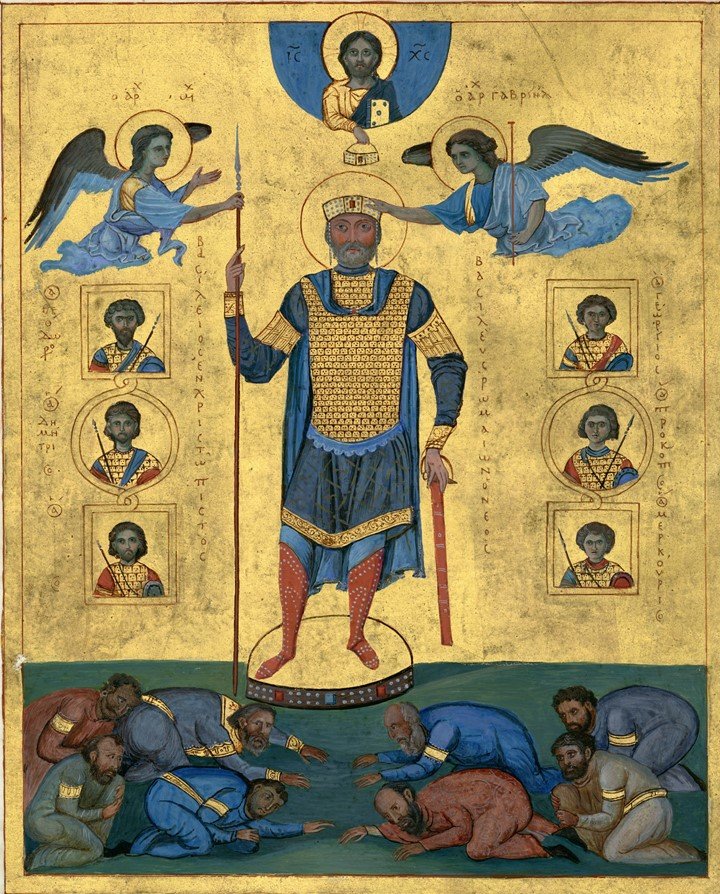
Keizer Basileios II (de "Bulgarendoder") (958 - 1025) in een manuscript (11e eeuw).

Het jaar 1014 is het 14e jaar in de 11e eeuw volgens de christelijke jaartelling.

## Gebeurtenissen

### Byzantijnse Rijk
- 29 juli - Slag bij Kleidion: Keizer Basileios II ("de Bulgarendoder") verslaat de Bulgaren bij Strumica in Noord-Macedonië. Basileios' eerste poging in juli om de Bulgaarse verdedigers te overweldigen is niet succesvol. Het Byzantijnse leger is gedwongen om de aanval in de vallei, die wordt verdedigd door ongeveer 10.000 man, op te geven. Ondanks deze tegenslag geeft Basileios het bevel om met zijn cavalerie een route te vinden om de Bulgaren van achteren te bedreigen, terwijl hij de aanval in de vallei opnieuw voortzet. De Bulgaren die nu van twee kanten worden bedreigd, moeten zich terugtrekken en worden afgeslacht in een wanhopige poging om westwaarts te vluchten. Basileios probeert de situatie uit te buiten en geeft opdracht tot een achtervolging. Onderweg wordt hij in een hinderlaag gelokt door een Bulgaars leger onder leiding van tsaar Samuel. Tijdens de bittere gevechten krijgen de Byzantijnen uiteindelijk de overhand en weet Samuel ternauwernood te ontsnappen naar Prilep. Ruim 14.000 Bulgaren worden gevangengenomen en in opdracht van Basileios bijna allemaal blind gemaakt. Samuel overlijdt kort daarna aan een hartstilstand. Basileios krijgt vanwege de overwinning op de Bulgaren de bijnaam "de Bulgarendoder".[1]

### Europa
- 14 februari - Koning Hendrik II ("de Heilige") arriveert in Rome en wordt samen met zijn vrouw Cunegonde door paus Benedictus VIII in de Sint-Pietersbasiliek gekroond tot keizer en keizerin van het Heilige Roomse Rijk. Hendrik houdt in Rome een synode, hij benoemt vijf bisschoppen, vaardigt decreten uit tegen simonie en bevordert de kuisheid binnen de geestelijkheid. Daarna reist Hendrik naar het noorden en viert Pasen in Pavia.[2]

### Engeland
- 3 februari - Koning Sven I ("Vorkbaard") overlijdt in Gainsborough na een regeerperiode van slechts vijf weken. Hij wordt opgevolgd door zijn 20-jarige zoon Harald II, die wordt gekroond tot koning van Denemarken. Zijn andere zoon Knoet de Grote wordt door de Deense Vikingen van de Danelaw tot heerser van Engeland gekozen.[3]
- Koning Ethelred II ("de Onberadene") stuurt ambassadeurs (waaronder een delegatie met zijn 10-jarige zoon Edward), om te onderhandelen over het opeisen van de Engelse troon. Hij wordt met hulp van de edelen als rechtmatige koning geïnstalleerd. Ethelred moet daarvoor plechtig beloven om zijn politieke beleid te veranderen.[4]

### Ierland
- 23 april - Slag bij Clontarf: De Ieren (ongeveer 7.000 man) onder leiding van hoge koning Brian Boru, verslaan de Vikingen uit Dublin, maar Brian Boru sneuvelt zelf. Einde van de hegemonie van de Vikingen in Ierland.

### Natuurramp
- 28 september - Watersnood van 1014: De Engelse kust, Vlaanderen en Zeeland worden getroffen door een watersnoodramp. Vooral Walcheren wordt zwaar getroffen.

### Religie
- Paus Benedictus VIII voegt het filioque officieel toe aan de geloofsbelijdenis van Nicaea. Hierdoor lopen de spanningen tussen de westelijke en de oostelijke kerk op.

## Overleden
- 3 februari - Sven I ("Vorkbaard") (50), koning van Denemarken, Noorwegen en Engeland
- 7 mei - Bagrat III (54), koning van Abchazië, Kartlië en Georgië (Huis van Bagrationi)
- 23 april - Brian Boru, koning van Munster en hoge koning van Ierland (r. 976 - 1014)
- 6 oktober - Samuel van Bulgarije, heerser (tsaar) van Bulgaarse Rijk (r. 997 - 1014)
- 11 november - Werner van Walbeck, markgraaf van de Noordmark (r. 1003 - 1009)
- Rotbold II, Frans edelman en markgraaf (Huis van de Bosoniden) (r. 1008 - 1014)